# كريستينا بيشكوفا
كريستينا بيشكوفا (بالتشيكية: Krystyna Pyszková)، ولدت في 19 يناير 1999 في ترينيك، هي عارضة أزياء وملكة جمال تشيكية توجت ملكة جمال العالم 2023.
كريستينا بيشكوفا هي شخصية متعددة المواهب، وتوازن بين أدوارها كطالبة ومتطوعة وعارضة أزياء دولية. تبلغ من العمر 25 عامًا فقط، وهي تسعى للحصول على درجات علمية مزدوجة في القانون وإدارة الأعمال بينما تعمل أيضًا في مجال عرض الأزياء. إلى جانب مساعيها الأكاديمية والمهنية، تكرس نفسها للعمل الخيري، حيث أنشأت مؤسسة كريستينا بيسزكو لدعم المبادرات المختلفة.
كان أحد أكثر إنجازات كريستينا التي تفتخر بها، كما اعترفت بها منظمة ملكة جمال العالم، هو إنشاء مدرسة إنجليزية للأطفال المحرومين في تنزانيا، حيث كرست وقتها أيضًا كمتطوعة. إلى جانب جهودها الخيرية، تمتلك كريستينا حبًا عميقًا للموسيقى والفن، حيث أمضت تسع سنوات في صقل مهاراتها في أكاديمية الفنون. وهي بارعة في العزف على الناي المستعرض والكمان، مما يعكس شغفها بالفنون.
في مسابقة ملكة جمال العالم، سلط مشروع كريستينا “الجمال بهدف” الضوء على عملها في تنزانيا، حيث قادت افتتاح مدرسة ودافعت بنشاط عن التعليم الجيد للأطفال. ونظراً لالتزامها القوي بالتعليم، فقد وسعت جهودها من خلال إطلاق مؤسستها في جمهورية التشيك، مع التركيز على تقديم برامج تعليمية متنوعة لا تخدم الأطفال فحسب، بل وأيضاً كبار السن والأفراد ذوي الإعاقات العقلية.

## روابط خارجية
- كريستينا بيشكوفا على إنستغرام